# 21. ceremonia wręczenia Independent Spirit Awards
21. ceremonia wręczenia niezależnych nagród Independent Spirit Awards za rok 2005, odbyła się 4 marca 2006 roku na plaży w Santa Monica.
Nominacje do nagród ogłoszone zostały 29 listopada 2005 roku.
Galę wręczenia nagród poprowadziła Sarah Silverman.

## Laureaci i nominowani
Laureaci nagród wyróżnieni są wytłuszczeniem

### Najlepszy film niezależny
- Diana Ossana i James Schamus – Tajemnica Brokeback Mountain
  - Caroline Baron, William Vince i Michael Ohoven – Capote
  - Grant Heslov – Good Night and Good Luck
  - Luc Besson, Michael Fitzgerald i Pierre-Ange Le Pogam – Trzy pogrzeby Melquiadesa Estrady
  - Wes Anderson, Charlie Corwin, Clara Markowicz i Peter Newman – Walka żywiołów

### Najlepszy film zagraniczny
- /// Przystanek Raj
  -  Śmierć pana Lăzărescu
  - / Duck Season
  -  Głową w mur
  -  Tony Takitani

### Najlepszy reżyser
- Ang Lee – Tajemnica Brokeback Mountain
  - Gregg Araki – Zły dotyk
  - Noah Baumbach – Walka żywiołów
  - George Clooney – Good Night and Good Luck
  - Rodrigo García – Dziewięć kobiet

### Najlepszy scenariusz
- Dan Futterman – Capote
  - Rodrigo García – Dziewięć kobiet
  - Noah Baumbach – Walka żywiołów
  - Guillermo Arriaga – Trzy pogrzeby Melquiadesa Estrady
  - Ayad Akhtar, Joseph Castelo i Tom Glynn – The War Within

### Najlepsza główna rola żeńska
- Felicity Huffman – Transamerica
  - Dina Korzun – Forty Shades of Blue
  - Laura Linney – Walka żywiołów
  - S. Epatha Merkerson – Lackawanna Blues
  - Cyndi Williams – Room

### Najlepsza główna rola męska
- Philip Seymour Hoffman – Capote
  - Terrence Howard – Pod prąd
  - David Strathairn – Good Night and Good Luck
  - Heath Ledger – Tajemnica Brokeback Mountain
  - Jeff Daniels – Walka żywiołów

### Najlepsza drugoplanowa rola żeńska
- Amy Adams – Świetlik
  - Maggie Gyllenhaal – Happy Endings
  - Allison Janney – Our Very Own
  - Michelle Williams – Tajemnica Brokeback Mountain
  - Robin Wright Penn – Dziewięć kobiet

### Najlepsza drugoplanowa rola męska
- Matt Dillon – Miasto gniewu
  - Firdous Bamji – The War Within
  - Jesse Eisenberg – Walka żywiołów
  - Barry Pepper – Trzy pogrzeby Melquiadesa Estrady
  - Jeffrey Wright – Broken Flowers

### Najlepszy debiut
(Nagroda dla reżysera)

Reżyser – Tytuł filmu
- Paul Haggis – Miasto gniewu
  - George C. Wolfe – Lackawanna Blues
  - Miranda July – Ty i ja i wszyscy, których znamy
  - Mike Mills – Rodzinka
  - Duncan Tucker – Transamerica

### Najlepszy debiutancki scenariusz
- Duncan Tucker – Transamerica
  - Sabina Murray – Kraina szczęścia
  - Angus McLachalan – Świetlik
  - Kenneth Hanes – Fixing Frank
  - Miranda July – Ty i ja i wszyscy, których znamy

### Najlepsze zdjęcia
- Robert Elswit – Good Night and Good Luck
  - Adam Kimmel – Capote
  - John Foster – Keane
  - Harris Savides – Ostatnie dni
  - Chris Menges – Trzy pogrzeby Melquiadesa Estrady

### Najlepszy dokument
- Przekręt w Enronie
  - Grizzly Man
  - Romántico
  - La Sierra
  - Sir! No Sir!

### Nagroda Johna Cassavetesa
(przyznawana filmowi zrealizowanemu za mniej niż pięćset tysięcy dolarów)
Tytuł filmu
- Conventioneers
  - Kto ją zabił?
  - Jellysmoke
  - The Puffy Chair
  - Room

### Nagroda producentów „Piaget”
(9. rozdanie nagrody producentów dla wschodzących producentów, którzy, pomimo bardzo ograniczonych zasobów, wykazali kreatywność, wytrwałość i wizję niezbędną do produkcji niezależnych filmów wysokiej jakości.
Nagroda wynosi 25 000 dolarów ufundowanych przez sponsora Piaget)
- Caroline Baron – Capote i Monsunowe wesele
  - Mike S. Ryan – Świetlik i Palindromy
  - Ram Bergman – Kto ją zabił? i Rozmowy z innymi kobietami

### Nagroda „Ktoś do pilnowania”
(12. rozdanie nagrody „Ktoś do pilnowania”; nagroda przyznana zostaje utalentowanemu reżyserowi z wizją, który nie otrzymał jeszcze odpowiedniego uznania. Nagroda wynosi 25 000 dolarów)

(Reżyser – Film)
- Ian Gamazon i Neill Dela Llana – Cavite
  - Robinson Devor – Police Beat
  - Jay Duplass – The Puffy Chair

### Nagroda „Prawdziwsze od fikcji”
(11. rozdanie nagrody „Prawdziwsze od fikcji”; nagroda przyznana została wschodzącemu reżyserowi filmu non-fiction, który jeszcze nie otrzymał uznania. Nagroda wynosi 25 000 dolarów)
- Occupation: Dreamland
  - Our Brand Is Crisis
  - Romántico
  - Twelve Disciples of Nelson Mandela